# ボビー・サウスワース
- ボビー・ソースワース

ボビー・サウスワース（Bobby Southworth, 1969年12月16日 - ）は、アメリカ合衆国の男性総合格闘家。カリフォルニア州サンタクルーズ出身。アメリカン・キックボクシング・アカデミー所属。ブラジリアン柔術黒帯。元Strikeforce世界ライトヘビー級王者。ボビー・ソースワースとも表記される。
ブラジリアン柔術、ボクシング、ムエタイ等数々の格闘技経験を持ち、スタンド・グラウンドともにバランスの取れたファイトスタイルを有する。

## 来歴
2001年3月25日、PRIDE初参戦となったPRIDE.13でビクトー・ベウフォートと対戦し、チョークスリーパーにより一本負け。
2003年9月6日、X-1インターコンチネンタル王者決定戦でブライアン・パードーと対戦し、マウントパンチでTKO勝ちを収め王座獲得に成功した。

### TUF
2005年にはリアリティ番組の「The Ultimate Fighter 1」に参加。チーム競技に敗れて選抜試合への出場を余儀なくされた際に減量に苦しみ、コーチのチャック・リデルやチームメイトのジョシュ・コスチェックらに何度もサウナに押し込まれる様子が放映された。その後選抜試合でステファン・ボナーに僅差の判定で敗れシーズンから脱落するも、4月9日に行われたフィナーレに出場。サム・ホーガーに判定で敗れた。

### Strikeforce
2006年12月8日、Strikeforce世界ライトヘビー級王座決定戦でヴァーノン・"タイガー"・ホワイトと対戦し、3-0の判定勝ちを収め王座獲得に成功した。
2008年6月27日、Strikeforce世界ライトヘビー級タイトルマッチでアンソニー・ルイスと再戦し、3-0の判定勝ちを収め初防衛に成功した。
2008年11月21日、Strikeforce世界ライトヘビー級タイトルマッチでレナート・ババルと対戦し、1R終了時ドクターストップによるTKO負けを喫し王座陥落した。

## 戦績
| 総合格闘技 戦績 | 総合格闘技 戦績 | 総合格闘技 戦績 | 総合格闘技 戦績 | 総合格闘技 戦績 | 総合格闘技 戦績 | 総合格闘技 戦績 |
| --------------- | --------------- | --------------- | --------------- | --------------- | --------------- | --------------- |
| 17 試合         | (T)KO           | 一本            | 判定            | その他          | 引き分け        | 無効試合        |
| 10 勝           | 4               | 4               | 2               | 0               | 0               | 1               |
| 6 敗            | 3               | 2               | 1               | 0               | 0               | 1               |

| 勝敗 | 対戦相手                         | 試合結果                         | 大会名                                                                              | 開催年月日     |
| ○    | アーロン・ボーイェス             | 1R 1:56 TKO（パンチ連打）        | Xtreme MMA 2: ANZ vs. USA                                                           | 2010年7月31日  |
| ×    | レナート・ババル                 | 1R終了時 TKO（ドクターストップ） | Strikeforce: Destruction 【Strikeforce世界ライトヘビー級タイトルマッチ】            | 2008年11月21日 |
| ○    | アンソニー・ルイス               | 5分5R終了 判定3-0                | Strikeforce: Melendez vs. Thomson 【Strikeforce世界ライトヘビー級タイトルマッチ】   | 2008年6月27日  |
| ×    | アンソニー・ルイス               | 2R 0:52 TKO（ドクターストップ）  | Strikeforce: Four Men Enter, One Man Survives                                       | 2007年11月16日 |
| ○    | ビル・マフッド                   | 1R 1:15 ギブアップ（肋骨の負傷） | Strikeforce: Playboy Mansion                                                        | 2007年9月29日  |
| ○    | ヴァーノン・"タイガー"・ホワイト | 5分5R終了 判定3-0                | Strikeforce: Triple Threat 【Strikeforce世界ライトヘビー級王座決定戦】              | 2006年12月8日  |
| －   | ジェームス・アーヴィン           | 1R 0:17 無効試合（場外）         | Strikeforce: Revenge                                                                | 2006年6月9日   |
| ×    | サム・ホーガー                   | 5分3R終了 判定0-3                | The Ultimate Fighter 1 Finale                                                       | 2005年4月9日   |
| ○    | ブライアン・パードー             | 2R 0:14 TKO（マウントパンチ）    | X-1 【X-1インターコンチネンタル王者決定戦】                                         | 2003年9月6日   |
| ○    | ブライアン・ヴァンダーウォール   | 1R 4:28 腕ひしぎ十字固め         | IFC Warriors Challenge 18: Big Valley Brawl 【IFC全米ライトヘビー級タイトルマッチ】 | 2003年7月19日  |
| ×    | デビッド・パルーヒ               | 1R 0:16 KO（パンチ連打）         | Warriors Quest 4: Genesis                                                           | 2002年3月29日  |
| ○    | フロイド・スウォード             | 3R終了時 TKO（棄権）             | IFC Warriors Challenge 14 【IFC全米ライトヘビー級タイトルマッチ】                   | 2001年7月18日  |
| ×    | ビクトー・ベウフォート           | 1R 4:09 チョークスリーパー       | PRIDE.13                                                                            | 2001年3月25日  |
| ○    | アイヴァン・シークェット         | 1R ギブアップ（パンチ連打）      | Bushido 1                                                                           | 2001年1月18日  |
| ○    | トビー・オーバーダイン           | 1R 2:30 チョークスリーパー       | IFC Warriors Challenge 10 【IFC全米ライトヘビー級王座決定戦】                       | 2000年10月11日 |
| ○    | ボブ・オストヴィッチ             | 1R 4:22 TKO（パンチ連打）        | SuperBrawl 12                                                                       | 1999年6月1日   |
| ×    | ジェイソン・ゴドシー             | 1R チョークスリーパー            | Neutral Grounds 12                                                                  | 1999年5月28日  |

## 獲得タイトル
- IFC全米ライトヘビー級王座（2003年）
- 初代X-1インターコンチネンタル王座（2003年）
- 初代Strikeforce世界ライトヘビー級王座（2006年）